# Albadé Abouba
Albadé Abouba ist ein nigrischer Politiker (MPR-Jamhuriya). 2009 war er kurzzeitig Premierminister des Niger.

## Leben
Abouba stammt aus der Region Tahoua und gehört der Volksgruppe der Bororo Fulani, einer Untergruppe der Fulbe, an. Er studierte am Tahoua College. Nach Abschluss seines Studiums wurde er Verwaltungsdirektor.

## Politik
Abouba bekleidete mehrfach die Position des Unterpräfekten, beispielsweise war er Unterpräfekt des Departements Arlit in Tahua. Am 9. November 2002 wurde er Innenminister der Regierung von Hama Amadou. Dieses Amt behielt er bis zum 30. Dezember 2004, anschließend fungierte er im neuen Kabinett als Minister ohne Geschäftsbereich und Berater von Präsident Mamadou Tandja. Seit 1. März 2007 war er erneut Innenminister des Niger. Abouba war außerdem Generalsekretär seiner Partei, der MNSD-Nassara.
Seit 23. September 2009 war er kommissarischer Premierminister des Niger, bis er am 2. Oktober 2009 von Ali Badjo Gamatié abgelöst wurde.
Am 7. Januar 2010 kam es zu einem Schusswechsel zwischen der nigerianischen Armee und einer unbekannten Gruppe nahe der Grenze zu Mali, bei dem sieben Soldaten und ein Zivilist gestorben sein sollen. Abouba, zu dem Zeitpunkt Innenminister, verkündete anschließend, dass die Gruppe „neutralisiert“ wurde, sie habe elf Verluste erlitten, alle anderen Angreifer seien gefangen genommen worden.
In seiner Regierung behielt er die Position des Innenministers, bis es am 18. Februar 2010 zu einem Militärputsch kam.
Die Regierung wurde entlassen. Abouba, Präsident Mamadou Tandja und andere Regierungsmitglieder wurden festgenommen oder erhielten Hausarrest.
Ein Großteil der Minister wurde am 4. März 2010 freigelassen, Abouba und Tandja wurden aber weiter festgehalten. Ihre Partei, die MNSD-Nassara, forderte die „sofortige, bedingungslose Freilassung“ von Abouba und Tandja.
Im Oktober 2015 spaltete sich Abouba mit mehreren Getreuen von der Partei MNSD-Nassara ab und trat in die Patriotische Bewegung für die Republik (MPR-Jamhuriya) ein. Bei den Parlamentswahlen 2016 gewann Aboubas Partei 13 Sitze im Parlament, Abouba wurde Landwirtschaftsminister. 2016 kandidierte er außerdem ohne Erfolg für die MPR-Jamhuriya bei den nigrischen Präsidentschaftswahlen.
2020 kandidierte er erneut. Er erhielt 7,07 % der Stimmen, damit befand er sich auf dem vierten Platz. Abouba kündigte am 3. Februar 2020 gemeinsam mit Seini Oumarou, der 8,95 % der Stimmen erhalten hatte, seine Unterstützung für Mohamed Bazoum für die zweite Runde der Präsidentschaftswahlen an. Diese fand am 21. Februar statt. Bazoum gewann die Wahl und wurde Präsident.